# Андре Шерон
Андре́ Шеро́н (фр. André Chéron; 25 вересня 1895, Коломб, Франція — 12 вересня 1980, Лезен, Швейцарія) — французький шахіст, теоретик шахів і шаховий композитор-етюдист. міжнародний майстер (1959) і міжнародний арбітр (1957) з шахової композиції.

## Біографія
Тричі був чемпіоном Франції з шахів (1926, 1927, 1929). У 1927 виступав у складі французької команди на Шаховій олімпіаді, де здобув 4½ очка у 15 партіях. У чемпіонаті світу ФІДЕ серед аматорів (1928) він посів 9-е місце з 16.
За ретроспективною інформацією рейтингової системи Chessmetrics мав найвищу кваліфікацію у червні 1930 року, обійнявши 79 місце у світі.
Після закінчення війни, за порадою лікарів (легенева недостатність) оселився у Швейцарії; частину своїх класичних праць написав у місцевому санаторії. Шерон вважається одним з найвидатніших аналітиків ендшпілю. Він опублікував фундаментальний довідник у чотирьох томах, перше видання якого побачило світ у 1952 році французькою та німецькою мовами, а друге, доповнене — німецькою («Lehr- und Handbuch der Endspiele») у 1962—1970 роках. Редагував шахові розділи багатьох друкованих видань Франції та Швейцарії.
З 1923 року опублікував декілька сотень етюдів та низку задач. Він включив деякі власні етюди, що мали практичну цінність, у свої посібники з ендшпілю.
Сформулював так зване «Правило Шерона» (або «правило п'яти») для шахових закінчень виду «тура і пішак проти тури». Правило діє у таких ситуаціях:
- пішак ще не перетнув демаркаційну лінію;
- король слабкішої сторони відрізаний від пішака;
- тура атакує пішака з фронту.

Правило звучить:
Якщо номер ряду, у якому розташований пішак, у сумі з числом вертикалей, що відділяють її від короля слабкішої сторони, не перевищує 5, то позиція є нічийною. Якщо перевищує, то пішак проходить у ферзі.
Вперше було сформульоване А. Шероном у 1927 році для центрального або слонового пішака. Для позицій з коневим пішаком Шерон сформулював аналогічне «правило шести», але, як показав аналіз М. Григор'єва (1936), у деяких випадках це правило не виконується.
У 1940 році він разом з Емілем Борелем написав популярний посібник з математичної теорії бриджу.

## Основні публікації
- La Fin de partie, Aigle, 1923.
- Traité complet d'échecs, Bruxelles, 1927.
- Manuel d'échecs du débutant, Paris, 1928.
- Initiation au problème d'échecs stratégique, Paris, 1930.
- Miniatures stratégiques françaises, Nancy — Strasbourg — Paris, 1936.
- Les Échecs artistiques, P., 1934, 1957, 1971.
- Traité complet d'échecs, Paris, 1939.
- Nouveau manuel d'échecs du débutant.
- Nouveau traité complet d'échecs, Lille, 1952.
- Lehr- und Handbuch der Endspiele, В.- Frohnau, 1952 (перше видання).
- Lehr- und Handbuch der Endspiele (второе издание).
  - Том 1 (2. Auflage), Leysin (Schweiz) August 1960, ISBN 3-88086-081-5.
  - Том 2 (2. Auflage), Leysin (Schweiz) September 1964, ISBN 3-88086-082-3.
  - Том 3 (2. Auflage), Leysin (Schweiz) März 1969, ISBN 3-88086-083-1.
  - Том 4, Leysin (Schweiz) Mai 1970, ISBN 3-88086-084-X.